# 平賀敏
平賀 敏（ひらが さとし/びん、1859年9月9日（安政6年8月13日） - 1931年（昭和6年）1月14日）は、明治期の実業家、官僚。豆陽学校校長、宮内省勤務、三井銀行名古屋・大阪各支店長、中東製革社長、桜セメント社長、帝国鉱泉（後の三ツ矢サイダー）社長、藤本ビルブローカー銀行（後の大和証券）社長、阪急電鉄社長、播磨水電取締役、両備水電社長、日本簡易火災保険社長、日本徴兵保険監査役、亜鉛乾鉱会長、白山水電監査役、岡山電燈会長等を歴任。

## 経歴
江戸に、幕府旗本・平賀昌夢の四男として駿河台に生まれる。幼名は金五郎。姓は大井を名乗ったが、のちに改めた。6歳で母親を、13歳で父親を亡くした。
儒者・佐藤平八郎に就いて漢籍を学んだが、父を失ったことで困窮し、一家で静岡藩へ移る。藩立静岡学問所を経て、明治8年に創設された静岡師範学校を首席で明治10年に卒業し、県命により江戸の三叉学舎で学んだのち慶應義塾に入り卒業。同窓に、北川礼弼・渡邊修・矢田績等あり。義塾内で「経世社」を組織して演説会を主催した。
明治15年に静岡師範学校（初代校長江原素六）の三等教諭に任ぜられ、次いで伊豆の豆陽学校校長となるも、東京に出て宮内省の属官を経て中上川彦次郎の誘いで三井銀行に入行、名古屋支店長となり、そのとき部下だった小林一三を連れて大阪支店長に栄転した。関西財界で頭角を現し、明治40年に三井を辞めて中東製革、桜セメント、帝国鉱泉の3社を興して社長となる。桜セメントでは、元部下の小林一三が運営を始めた箕面有馬電気軌道（阪急電鉄の前身）に事務所の一部を貸し、人員や事務費の支援もした。その後、北浜銀行事件のために退任したる岩下清周の後を受けて阪急電鉄社長に就任した。
明治42年には、日糖事件により債権回収不能となった藤本ビルブローカー銀行を救済し、その後、水力発電事業に力を入れ、明治43年に播磨水電取締役、大正8年に両備水電株式会社を創立して社長。その他日本簡易火災保険社長、日本徴兵保険監査役、亜鉛乾鉱会長、白山水電監査役、岡山電燈会長等を歴任した。
病により大正14年に引退して奈良に転居して療養生活に入り、昭和6年狭心症により死去した。

## 家族
- 長男・平賀太郎（1896年生）は工学士、その妻は西郷菊次郎の三女・洲子（鹿児島高等女学校出身）[6]。東京帝国大学工学部電気工学科を卒業しフランスに留学もしたが、病のため静居。
- 次男の井上二郎（1897年生）は慶応義塾大学卒業後、三菱商事入社、実業家井上周の娘婿となる[6]。
- 三男の平賀毅（1901年生）は富士火災海上保険（現・ＡＩＧ損害保険株式会社）社長を務めた。妻の英子は大山巌・渡辺千秋の孫で、渡辺昭の妹。相婿に新村出長男・秀一、井上清一がいる。
- 四男の平賀練吉（1902－1985）は、東京帝国大学農学部卒業後、大阪営林局囑託を経て、1931年アマゾン青年開拓団の副団長としてブラジルに移民し、アマゾン川中流域の開拓に従事、パラ州トメアスに入植し、胡椒をブラジルの輸出品に育てたほか、移民子弟の教育にも尽し、「アマゾン移民日本人の父」といわれる[7][8][6]。第五回吉川英治文化賞受賞[7]。
- 六女の富士子（1904年生、神戸女学院出身）の夫は小林一三の長男・小林富佐雄[6]。
- 五男・平賀貞愛（1908年生）の岳父に俵孫一[9]。